# 黄君汉
黄君汉（581年—632年），字景云。东郡胙城（今河南新乡市延津县）人，唐初大将，历任怀州剌史、潞州刺史，爵封虢国公。

## 生平
黄君汉出身乡豪，隋文帝开皇元年时出生。隋炀帝于大业八年（612年）远征高句丽，黄君汉被招募从军，以先登之功获得封赏，授立信县尉。后被选补为越骑校尉、本府司马。
瓦岗军首领翟让任东都法曹时，因坐事当斩，黄君汉时为狱吏，见其骁勇，暗中将他放走，翟让遂亡命于瓦岗，成为瓦岗军首领。
隋末农民起事，在李密成为瓦岗军的首领后，黄君汉率众归附，被授上柱国、河内总管，封为汾阴公，据守在柏崖城（今在河南孟津县，临黄河）。
唐武德元年（618年），王世充击破李密，李密西逃长安，投奔李渊。黄君汉在崔义玄的游说下，也归附李渊，黄君汉被授上柱国、使持节、总管怀州诸军事、怀州剌史，封东郡开国公，食邑三千户，崔义玄为怀州司马。仍旧驻守柏崖。

### 洛阳、虎牢之战
武德三年（620年）夏四月，黄君汉以怀州总管率军大破王世充太子王玄应于西济州（今河南济源市）。
七月李渊命李世民率军东征王世充，王世充获知唐军来攻，急从各州镇调选骁勇至洛阳，分守坚城；加强襄阳（今属湖北）、虎牢、怀州（治河内，今河南沁阳）等地守御，自率步骑3万准备迎战唐军。但由于唐军势大，只好退守洛阳。李世民决定先扫清外围，然后攻城。于是令行军总管史万宝自宜阳（今宜阳西）进据龙门（今洛阳南），潞州行军总管刘德威自太行进围河内，右武卫将军王君廓至洛口（今巩县东北）断敌粮道，怀州总管黄君汉自河阴（今孟津东北）袭破回洛城（今偃师北），自率主力屯于北邙山（今洛阳北），连营进逼洛阳，待机攻城。
八月黄君汉遣校尉张夜义，夜里以水军从孝水河而下，攻克回洛城。武德四年（621年）五月初二，李世民击破窦建德10万大军，窦建德被俘，初九王世充在洛阳出降。黄君汉以功拜使持节总管怀、陟、恭、西济四州诸军事，怀州剌史，封虢国公，食邑三千户。赐黄金百两，杂綵千余段。

### 灭辅公袥之战
武德六年（623年）八月，舒国公辅公祏在丹阳（今江苏南京）起兵反唐，自称宋帝，年号天明，攻占海州（今江苏连云港）等地。时北方已定，八月廿一，唐高祖以赵郡王李孝恭为行军元帅，永康县公李靖为副元帅，李世勣、任瑰、张镇州、黄君汉、卢祖尚等七总管并受节度。李孝恭率水军自江州（今江西九江）、李靖自宣州（今安徽宣城），黄君汉自谯（今安徽亳州）以及李世勣自泗水，四路共同进军征讨。次月，又任命李世民为江州道行军元帅，总领四路大军。
辅公祏手下将领冯惠亮率水军三万驻守当涂（今安徽当涂县），陈正通、徐绍宗领步骑二万驻守青林山，又在梁山以铁锁横断长江水路，并筑起却月城，周长十余里，与惠亮为犄角之势。李孝恭在军议上认为唐军直接攻破丹阳（南京），则冯惠亮等人自然投降。李靖则认为丹阳石头城在辅公祏的防守下，极难攻克，唐军停留时间过长，会腹背受敌。应先出其不意攻破冯惠亮等人，再率轻兵直取丹阳。
武德七年（624年），李靖率领黄君汉等在当涂苦战大破冯惠亮水陆二军，三月廿八，辅公祏弃丹阳而逃，率军向东去会稽投奔手下将领左游仙，在常州武康（今浙江武康）被擒获，江南平定。黄君汉以功拜使持节、都督潞、泽、盖、韩、辽五州诸军事、潞州刺史（今山西长治市）。后迁夔州都督（今重庆市奉节县东）。贞观六年（632年）在夔州官舍去世，春秋五十二。

## 家世
- 六世祖黄琚，东郡太守，南朝宋元嘉二十七年（450年）随宁朔将军王玄谟北伐，围攻滑台（今河南滑县东南）。自江夏迁徙到东郡胙城（今河南新乡市延津县）。
- 曾祖黄颢，北魏散骑侍郎、平昌郡太守。
- 祖父黄崇，太中大夫。
- 父黄察（罗刹），北周时敕授乡豪大都督，隋汴州长史，赠汴州刺史、行军总管、上柱国、东郡开国公。（行军总管见于《金石录》，黄君汉在武德八年十月为其父立的“周黄罗刹碑”，唐秦王府学士虞世南撰）

- 长子黄河寿，以父荫封骑都尉，袭虢国公，夏、灵二州都督，生子：黄承元、黄懿(第三子)
- 第二子黄河上，以父荫封骑都尉，后除右卫将军、武昌郡开国公。生子：黄承绪
  - 孙：黄懿，字承休，起家高宗大帝挽郎，除定州参军，寻以母忧去职。服终，选授太子右司御率府胄曹，证圣元年遘疾，八月廿六日卒于旌善里，其年九月一日葬于邙山，春秋三十二(664-695)，有兄承元，在湖北为官。
  - 孙：黄承绪，字安喜，解褐调补曹州参军事，再迁洪州都督府兵曹参军，开元八年九月九日卒于丰财里之第，年五十二(669-720)，葬河南县梓泽乡之北原。嗣子黄中。